# 鈴木康明
鈴木 康明（すずき やすあき、1956年（昭和31年） - ）は、日本の臨床心理学者、博士（臨床心理学）。東京福祉大学心理学部教授、悲嘆学研究所所長、日本カウンセリング学会認定カウンセラー会理事、特定非営利活動法人全国自死遺族総合支援センター副代表。専門は臨床心理学、Death Education （死の準備教育）。

## 経歴
1956年（昭和31年）、神奈川県に生まれる。 早稲田大学教育学部および第二文学部美術専修を卒業。神奈川県立高等学校教諭を経て、1991年筑波大学大学院教育研究科カウンセリング専攻修士課程を修了。東京外国語大学留学生日本語教育センター助教授、国士舘大学文学部教授を経て、2008年より東京福祉大学心理学部教授。2015年、博士（臨床心理学）（東京福祉大学）。

## おもな著書

### 単著
- 『生と死から学ぶ デス・スタディーズ入門』、北大路書房、1999年 ISBN 4-7628-2163-2
- 『共感的態度の形成 ホームヘルパーのための心理教育 基礎編』、川島書店、1998年 ISBN 4-7610-0644-7

### 共著
- 『星と波テスト入門』、川島書店、2000年 ISBN 978-4-7610-0708-9

### 編著
- 『はじめて学ぶ心理学』、北樹出版、2006年 ISBN 4-7793-0064-9
- 『生徒指導・進路指導・教育相談テキスト』、北大路書房、2005年 ISBN 4-7628-2433-X

### 監修
- 『いのちの本 1 「いのち」について考えよう！』、学研、2001年 ISBN 4-05-201401-4
- 『いのちの本 2 「生と死」について考えよう！』、学研、2001年 ISBN 4-05-201402-2